# It’s Nobody’s Fault but Mine
Az It’s Nobody’s Fault but Mine vagy Nobody’s Fault but Mine olyan dal, amelyet 1927-ben az evangélikus blues művész Blind Willie Johnson rögzített először lemezre. A felvétel szóló előadás Johnson éneklésével és slide-gitár játékával. A dalt később számos zenész értelmezte újra különböző stílusokban, melyek közül a legismertebb a Led Zeppelin verziója. Ez 1976-ban jelent meg a zenekar Presence albumán. Eredeti szerzője ismeretlen, Johnson is átdolgozta, amely azelőtt Let Your Light Shine On Me néven gospel stílusban volt ismeretes.

## Történet
Az It’s Nobody’s Fault but Mine spirituális küzdelmet leíró, vallási töltetű dal. Középpontjában a Biblia olvasása szerepel, mely réven az üdvösség útjára léphetünk, míg ellenkező esetben kudarcra vagyunk ítélve. Johnson 7 éves korában megvakult, anyja pedig meghalt. Mostohaanyja, apja és nővére megtanította neki, hogyan tud vakon is olvasni. A dalnak szigorúan vallásos a kontextusa. Johnson éneke gondolatainak melankolikus kifejezése, amely a blues stílusra jellemzően visszhangozza a bűntudat és a harc mélységét. Egy korabeli kritikában "félelmetes néger dalként" aposztrofálták, amelyre az erőszakos, megkínzott és mély hangok, nyögések, és az ihletett gitárjáték révén szolgált rá.
Johnson gitározását az első és a második, ritkább esetben a harmadik és a negyedik húr váltakozó pengetése jellemzi, mellyel hatásos egyensúlyt kölcsönöz a vokális és a hangszeres dallamok között. Hangszerére kápót rakott, amely nyitott D-akkordra volt hangolva, a basszushangokat pedig a hüvelykujját is használva pengette hozzá. Ez volt az egyik első dal, amit Johnson rögzített a Columbia Records számára. A dal felvétele 1927. december 3-án, Dallasban, Texasban került megrendezésre. A Columbia kiadta kislemezen az akkori 10 hüvelykes, 78-as fordulatszámú hanglemezen, B-oldalán a  Dark Was the Night, Cold Was the Ground című számmal. Az 1930-as években a Vocalion Records és még további más kiadók is kiadták. 1957-ben a Samuel Folkways Records adta ki a dalt, amikor felkerült Samuel Charters kiadványára. Ezenkívül még számos későbbi Johnson és blues válogatásanyagon szerepelt, többek között a Columbia 1993-ban CD-n kiadott The Complete Blind Willie Johnson albumán is.

## Led Zeppelin verzió
A Led Zeppelin angol rockegyüttes szintén a saját képére formálta a dalt. "Nobody's Fault but Mine" néven a hetedik albumukon (Presence) jelent meg 1976-ban.  A Blind Willie Johnson féle verzió szövegének egy szekulárisabb verzióját adták elő, blues alapú elektromos rock hangzással kísérve. Egy interjúban a gitáros Jimmy Page elmagyarázta, hogy Robert Plant énekes rögzíteni akarta Johnson dalát, ezért új zenei témákat fejlesztett ki hozzá, míg Plant nagyvonalakban megtartotta az eredeti szövegeket. George Case a Led Zeppelin egyik életrajzírója viszont úgy vélekedett, hogy Page-t valószínűleg nagymértékben befolyásolta John Renbourn 1966-os akusztikus változata. A zenekar továbbfejlesztette a dalt, és pályafutásának nehéz időszakában kezdett el rajta dolgozni, mivel Plant ekkoriban kórházba került. Az énekes rodoszi nyaralásán olyan súlyos autóbalesetet szenvedett, hogy kerekesszékbe kényszerült. Az incidens során bokasérülést szenvedett el, és attól tartott, hogy nem fog teljesen felépülni. A dalt 1975 novemberében a müncheni Musicland Studiosban rögzítette a zenekar, amikor a "Presence" albumon dolgoztak.
A Nobody’s Fault but Mine szövege sokban hasonlít Robert Johnson Hellhound on My Trail című számára. Ebben a delta-blues kompozícióban Johnson úgy fogalmaz, hogy az ember próbál együtt élni a gonosszal amely őt üldözi, de nem foglalkozik az okaival és tartós megoldást sem keres a helyzetre.  Blind Willie Johnson szövegében leírja, hogy az ok egyértelműen az egyénben keresendő, és el lesz ítélve ha nem használja a bibliai tanításokban olvashatóakat. A Led Zeppelin megtartja Blind Willie beismerését, hogy ő végül is hibás az ilyen ember, de hozzáteszi Robert Johnson kétségbeesésérzetét is. A vallásos megközelítést megtartják, de mellé kortárs gondokat is beleszőnek. A "that monkey on my back" egy általánosan használt utalás a függőségekre, míg a "the devil he told me to roll, how to roll the line tonight" az ördöggel való szembenézésre utal. Plant véleménye szerint a "hívás-válasz" (ördög-ember) struktúrát támassza alá Page slide gitáros alkalmazása. A szám gitárintrójában Page egy oktávval magasabban játszik, mint a többiek és ezt egy phaser-effekt segítségével éri el. Középtájon a dal egy blues-stílusú harmonika szólót tartalmaz Plant előadásában, míg John Bonham dobos és a John Paul Jones basszusgitáros alkotta ritmusszekció mindvégig fenntartja a dallam ritmusát. A bevezető mondatok ismétlései során pedig szinkopált ismétléseket adnak hozzá. A legendás producer Rick Rubin azt mondta a Led Zeppelin verziójára, hogy egy pszichedelikus szűrön keresztül forgatott, tradicionális blues darab, amely olyan precíz módon hangzik, és olyan furcsa hangszerelést kapott, amely révén laza dzsemként hangzik, de valójában meg van koreografálva.
A zenekar 1977 áprilisában startoló Észak-amerikai turnéjától kezdve, az 1980-as utolsó európai turnéig rendszeresen szerepelt a dal az élő előadásokon. Előadása megtekinthető a 2003-ban kiadott Led Zeppelin DVD-n mely felvétel az 1979-ben, Knebworth-ben adott szabadtéri koncertjükön lett rögzítve. Ezenkívül a Celebration Day koncertfilmre is felkerült, amely 2012-ben jelent meg DVD-n. A zenekar az Atlantic Records volt vezetőjének és barátjuknak Ahmet Ertegunnak az emlékére adott egy jótékonysági fellépést. A 2007-es londoni fellépés az O2 Arénaban került megrendezésre, és a három egykori zenész (Plant, Page, Jones) mellett Bonham fia, Jason Bonham ült a dobok mögött. A dal felkonferálásánál Plant megjegyzi, hogy először akkor kápráztatta el a dal, amikor meghallotta egy 1932-es Mississippi-beli templomban adott verzióját.
A Rolling Stone kritikusa Stephen Davis a Presence lemezről szóló írásában egy erős dalként jellemezte a  "Nobody's Fault but Mine"-t. Az album Deluxe Edition féle újrakiadása kapcsán Andrew Doscas a PopMatters magazintól szintén pozitív véleménnyel írt a dalról. Kiemelte a "csonttörő" basszustémákat, a mániákus de egyben harmonikus szólókat, és a dal emlékezetes szerkezetét. Doscas azt állította, hogy a dal paradigmája a zenekar akkori állapotának, valamint a Presence albumnak. "Ez egy kemény blues-rock tétel, ami akár egy lavina mindent lesöpör az útról." Szintén a lemez újrakiadása kapcsán írt elismerő szavakat Mark Richardson a Pitchfork írója. Mesterműnek nevezte a szerzeményt, külön kiemelve benne  John Paul Jones basszusgitár és John Bonham dobjátékát. A Led Zeppelin verzióját később több előadó is feldolgozta, többek között a The 77s, vagy a Michael White & The White is.
1994-ben Jimmy Page és Robert Plant újra közösen kezdett el zenélni, és ekkoriban a "Nobody's Fault but Mine" akusztikus átdolgozása is bekerült a programjukba. Megjelent a két zenész No Quarter című albumán, amelyre különböző hangszerek és zenészek segítségével Zeppelin dalokat értelmeztek újra. Az ezen hallható verzió az 1927-es Blind Willie Johnson féle adaptációt veszi alapul.

## Közreműködők
- Jimmy Page – gitár, slide gitár
- Robert Plant – ének, szájharmónika
- John Paul Jones – basszusgitár
- John Bonham – dob